# Powiat zamojski
Powiat zamojski – powiat w Polsce (województwo lubelskie), utworzony w 1999 w ramach reformy administracyjnej. Jego siedzibą jest miasto Zamość.

## Podział administracyjny
| Gmina                  | Powierzchnia gminy | Ludność gminy | Gęstość zaludnienia | Siedziba gminy | Ludność siedziby |
| ---------------------- | ------------------ | ------------- | ------------------- | -------------- | ---------------- |
| Gminy miejsko-wiejskie |                    |               |                     |                |                  |
| Krasnobród             | 124,85 km²         | 6.955         | 58,5 os./km²        | Krasnobród     | 3.067            |
| Szczebrzeszyn          | 123,16 km²         | 10.935        | 98,5 os./km²        | Szczebrzeszyn  | 4.918            |
| Zwierzyniec            | 156,78 km²         | 6.478         | 46,3 os./km²        | Zwierzyniec    | 3.045            |
| Gminy wiejskie         |                    |               |                     |                |                  |
| Adamów                 | 110,55 km²         | 4.556         | 46,5 os./km²        | Adamów         | 441              |
| Grabowiec              | 128,88 km²         | 3.766         | 36,4 os./km²        | Grabowiec      | 755              |
| Komarów-Osada          | 122,79 km²         | 4.825         | 45,6 os./km²        | Komarów-Osada  | 777              |
| Łabunie                | 87,48 km²          | 6.137         | 72,1 os./km²        | Łabunie        | 1.689            |
| Miączyn                | 155,91 km²         | 5.554         | 40,5 os./km²        | Miączyn        | 928              |
| Nielisz                | 113,16 km²         | 5.293         | 53,8 os./km²        | Nielisz        | 749              |
| Radecznica             | 109,8 km²          | 5.444         | 60 os./km²          | Radecznica     | 769              |
| Sitno                  | 112,07 km²         | 6.701         | 60,5 os./km²        | Sitno          | 1.061            |
| Skierbieszów           | 139,17 km²         | 5.002         | 40,8 os./km²        | Skierbieszów   | 1.219            |
| Stary Zamość           | 97,19 km²          | 5.100         | 56,6 os./km²        | Stary Zamość   | 537              |
| Sułów                  | 93,48 km²          | 4.293         | 55,7 os./km²        | Sułów          | 353              |
| Zamość                 | 197 km²            | 23.298        | 102,9 os./km²       | Zamość         | –                |

## Transport
Transport Drogowy:
- 17E372  Warszawa – Lublin – Zamość – Tomaszów Lub. – Hrebenne (przejście graniczne) i dalej do Lwowa; stanowi część korytarza Via Intermare z Gdańska (Morze Bałtyckie) przez Warszawę – Lwów do Odessy (Morze Czarne);
- 74 Wieluń – Kielce – Kraśnik – Frampol – Zamość – Hrubieszów – Zosin (przejście graniczne); część dawnego Traktu Królewskiego z Pragi i Krakowa do Kijowa
- 837 Zamość (Sitaniec) – Nielisz – Żółkiewka – Piaski
- 858 Szczebrzeszyn – Zwierzyniec – Biłgoraj – Zarzecze (Nisko)
- 843 Zamość – Skierbieszów – Kraśniczyn – Siennica – Chełm
- 849 Zamość – Józefów – Łukowa – Wola Obszańska
- 848 Szczebrzeszyn – Sułów – Turobin – Tarnawa

Transport Kolejowy:
- 72 normalnotorowa Zawada – Zamość – Hrubieszów Miasto
- 65 Linia Hutnicza Szerokotorowa (siedziba spółki obsługującej linię mieści się w Zamościu): Hrubieszów Towarowy – Sławków Południowy
- 66 normalnotorowa Zwierzyniec Towarowy – Stalowa Wola Południe
- 69 normalnotorowa Rejowiec – Hrebenne
- 5 Trawniki – Bełżec Szprycha CPK (projektowana)

## Miasta
| Na terenie powiatu znajdują się trzy miasta: - Szczebrzeszyn (5 283 mieszk. • 29,12 km² • 181 os./km²) - Zwierzyniec (3 351 mieszk. • 4,82 km² • 695 os./km²) - Krasnobród (3 075 mieszk. • 6,99 km² • 430 os./km²) |  | oraz trzy wsie będące dawniej miastami: - Skierbieszów (1 219 mieszk.) - Komarów-Osada (777 mieszk.) - Grabowiec (755 mieszk.) |

## Demografia
Liczba ludności (dane z 30 czerwca 2005):
|        | Ogółem  | Ogółem | Kobiety | Kobiety | Mężczyźni | Mężczyźni |
| osób   | %       | osób   | %       | osób    | %         |           |
| ------ | ------- | ------ | ------- | ------- | --------- | --------- |
| Ogółem | 110 596 | 100    | 56 163  | 50,78   | 54 433    | 49,22     |
| Miasto | 11 697  | 10,58  | 6069    | 5,49    | 5628      | 5,09      |
| Wieś   | 98 899  | 89,42  | 50 094  | 45,29   | 48 805    | 44,13     |

▶Wieś vs ▶miasto
Ogółem (▶k, ▶m)
Miasto (▶k, ▶m)
Wieś (▶k, ▶m)

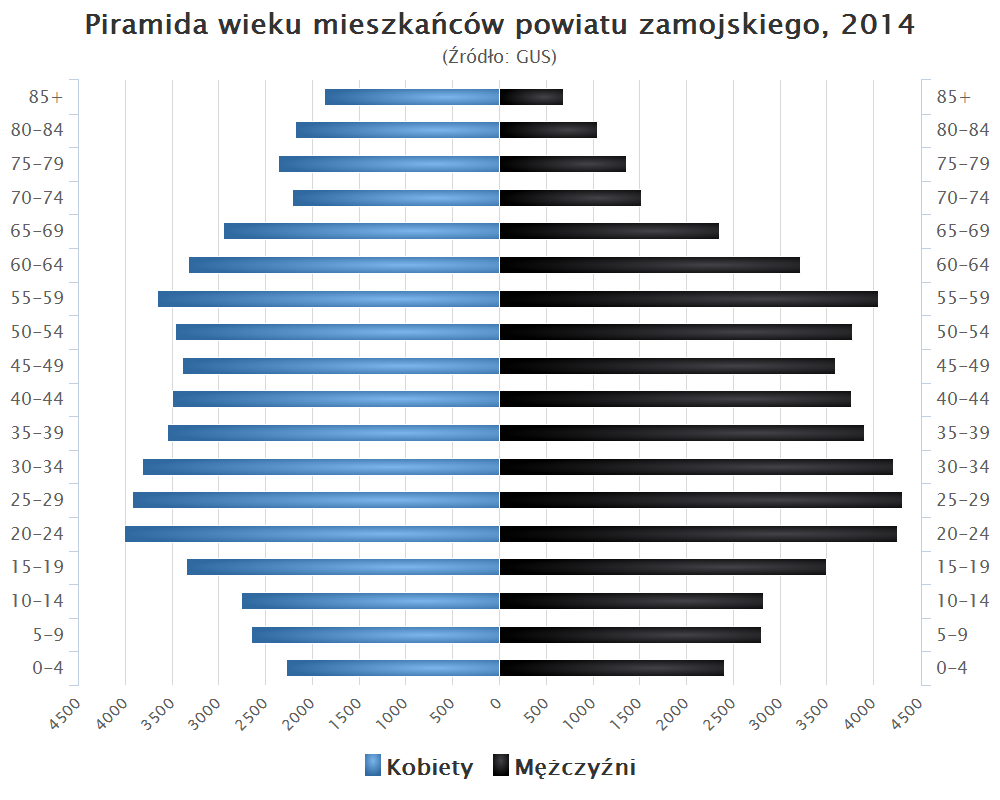
Piramida wieku mieszkańców powiatu zamojskiego w 2014 roku

Według danych z 31 grudnia 2019 roku powiat zamieszkiwały 106 122 osoby. Natomiast według danych z 30 czerwca 2020 roku powiat zamieszkiwało 105 839 osób.

## Gospodarka
W końcu września 2019 liczba zarejestrowanych bezrobotnych w powiecie obejmowała ok. 3,3 tys. mieszkańców, co stanowi stopę bezrobocia na poziomie 7,6% do aktywnych zawodowo.

## Starostowie
- Antoni Potocki (1922/1923–?)[7]
- płk dypl. Jan Janusz Pryziński (1928–1932)
- mjr Leon Zamecznik (1932–1937)[8][9][10]
- Marian Sochański (1937–1939)[11]

Od 1999:
- Henryk Matej (13 listopada 1998 – 20 listopada 2018)
- Stanisław Grześko (20 listopada 2018 – nadal)

## Sąsiednie powiaty
- Zamość (miasto na prawach powiatu)
- powiat biłgorajski
- powiat krasnostawski
- powiat chełmski
- powiat hrubieszowski
- powiat tomaszowski